# Jantyk
Jantyk (ros. Янтык) – wieś (dieriewnia) w Rosji, w obwodzie tiumeńskim, w rejonie tiumeńskim. W 2010 liczyła 645 mieszkańców.